# Jean-François Paul de Gondi
Jean-François Paul de Gondi Retz, Kardinal de Retz, född 20 september 1613, död 24 augusti 1679 i Paris, var en fransk kardinal och politiker. 

## Biografi
Retz var son till generalen Philippe-Emmanuel de Gondi och Françoise Marguerite de Silly.
Han prästvigdes 1643. Den 19 februari 1652 utsågs han av påve Innocentius X till kardinalpräst och mottog tre år senare den röda biretten och titelkyrkan Santa Maria sopra Minerva. 
Retz blev en av de ledande inom fronden, och misstänksamheten och avskyn mellan honom och kardinal Mazarin var ömsesidig. Mazarin såg Retz som ett politiskt hot och förmådde den minderårige kungen Ludvig XIV att fängsla Retz i Vincennes i december 1652. Då Retz fortfarande satt i fängelse utnämndes han 1654 av Innocentius X till ärkebiskop av Paris. Sommaren 1654 lyckades Retz fly ur fängelset och begav sig till Rom, där han 1655 deltog i konklaven som valde Fabio Chigi till ny påve.
Efter Mazarins död 1661 återvände Retz till Frankrike och försonades med Ludvig XIV. Retz utnämndes till abbot av stiftet Saint-Denis. Under sina sista år författade han sina memoarer, postumt utgivna 1717.